# Martín Morales
Martín Morales (Montevideo, 30 de noviembre de 1978) es un exfutbolista uruguayo
Hijos: Maria Victoria Morales y Juan Martin Morales.

## Clubes
| Club                    | País           | Año         |
| ----------------------- | -------------- | ----------- |
| Racing                  | Uruguay        | 1997        |
| Racing Club             | Argentina      | 1998 - 1999 |
| Chacarita Juniors       | Argentina      | 1999 - 2000 |
| Racing                  | Uruguay        | 2000        |
| Progreso                | Uruguay        | 2001        |
| Alianza F.C.            | Uruguay        | 2002        |
| Rivera Livramento       | Uruguay        | 2003        |
| Deportes Antofagasta    | Chile          | 2004        |
| Deportivo Italmaracaibo | Venezuela      | 2004        |
| Colorado Rapids         | Estados Unidos | 2005        |
| Ethnikos Asteras        | Grecia         | 2005 - 2006 |
| Cerrito                 | Uruguay        | 2006 - 2007 |
| Eolikos                 | Grecia         | 2007 - 2008 |
| Universitario de Sucre  | Bolivia        | 2008 - 2009 |
| Deportivo Suchitepéquez | Guatemala      | 2010        |
| Heredia Jaguares        | Guatemala      | 2010        |
| Deportes Quindío        | Colombia       | 2011        |
| Cúcuta Deportivo        | Colombia       | 2012        |